# Xã Grove, Quận Cameron, Pennsylvania
Xã Grove (tiếng Anh: Grove Township) là một xã thuộc quận Cameron, tiểu bang Pennsylvania, Hoa Kỳ. Năm 2010, dân số của xã này là 183 người.